# Сыромятнический гидроузел
Сыромя́тнический (Я́узский) гидроу́зел — гидротехническое сооружение в Москве на реке Яузе в трёх километрах от её устья. Находится между Золоторожской набережной (левый берег) и набережной академика Туполева (правый берег). Единственный построенный из 4-х  запланированных судоходных гидроузлов на Яузе, строительство которых было предусмотрено планом обводнения города Москвы, входившим в Генеральный план 1935 года. Согласно плану, гидроузел должен был иметь номер 4.

## История
Согласно Генплану 1935 года, река Яуза должна была войти в Водное кольцо Москвы. По нему предусматривалось строительство Северного канала (Химкинское водохранилище — Яуза) и нескольких гидроузлов, в том числе и на Яузе. Этот план не был реализован за единственным исключением. В 1940 году в трёх километрах от устья на Яузе по проекту архитектора Г. П. Гольца (1893—1946) был построен Сыромятнический (Яузский) гидроузел. Первоначально сооружение гидроузла предполагалось на участке между Садовым кольцом и ж/д мостом Курского направления МЖД. Название гидроузлу было дано по находившейся рядом Сыромятной слободе (Сыромятники). Раньше на этом месте находился Золоторожский мост, соединявший Сыромятнический проезд с районом Лефортово. Мост был снесён перед постройкой гидроузла. В 2005—2006 годах проведён капитальный ремонт гидроузла.

## Техническая характеристика
Гидроузел состоит из шлюза возле левого берега и водосливной плотины возле правого берега. Между шлюзом и плотиной находится небольшой искусственный остров, на котором находятся сооружения гидроузла и посажены деревья.

### Шлюз
Шлюз является однокамерным, однониточным и может вмещать только небольшие маломерные суда. Вода в шлюзе опускается и поднимается на 4 м. Время наполнения камеры составляет 5 мин. Вся операция по шлюзованию, включая швартовку судна, занимает 10 мин. Верхние ворота выполнены в виде одного створа, который опускается на дно и поднимается. Нижние ворота представляют собой две створки, открывающиеся внутрь шлюза. Глубина в шлюзовой камере в положении нижнего бьефа составляет 2 метра. Глубина на верхнем пороге (короле) шлюза — 2 метра.
Шлюз оборудован светофорной сигнализацией. У нижних ворот шлюза, у левого берега находится причальная стенка.

### Плотина
Водосливная плотина, имеющая напор 4 метра, позволяет регулировать уровень воды в верхнем бьефе. Длина плотины составляет 20 метров. В 1960-х поворотный механизм плотины вышел из строя. Во время капитального ремонта 2005—2006 годов механизм был восстановлен, заменён секторный затвор плотины. Ниже плотины в гранитной стене правого берега находится устье реки Чечёры.
В нижнем бьефе возле плотины всегда стоят мусоросборные суда, а также там находятся боновые заграждения.

### Сигнализация
Шлюзовая камера гидроузла оборудована светофорами. На верхней голове шлюза установлен знак «Надводный габарит» (6,0 м). На плотине установлены красные огни, запрещающие подход.

## Интересный факт
Кнехты для швартовки судов в верхнем бьефе находятся в специально сделанных промежутках в ограде набережной.

## Интересные объекты недалеко от гидроузла
- ЛВЗ «Кристалл»
- Центр современного искусства «Винзавод»
- Андроников монастырь
- Усадьба Разумовского на Яузе
- Дача Строганова на Яузе

## Ближайшие мосты через Яузу
- в верхнем бьефе — Салтыковский мост
- в нижнем бьефе — Таможенный мост

## Транспорт рядом с гидроузлом
Вдоль набережной академика Туполева ходят трамваи № 24 и №Б от Курского вокзала, станций метро «Курская» и «Чкаловская».

## Галерея

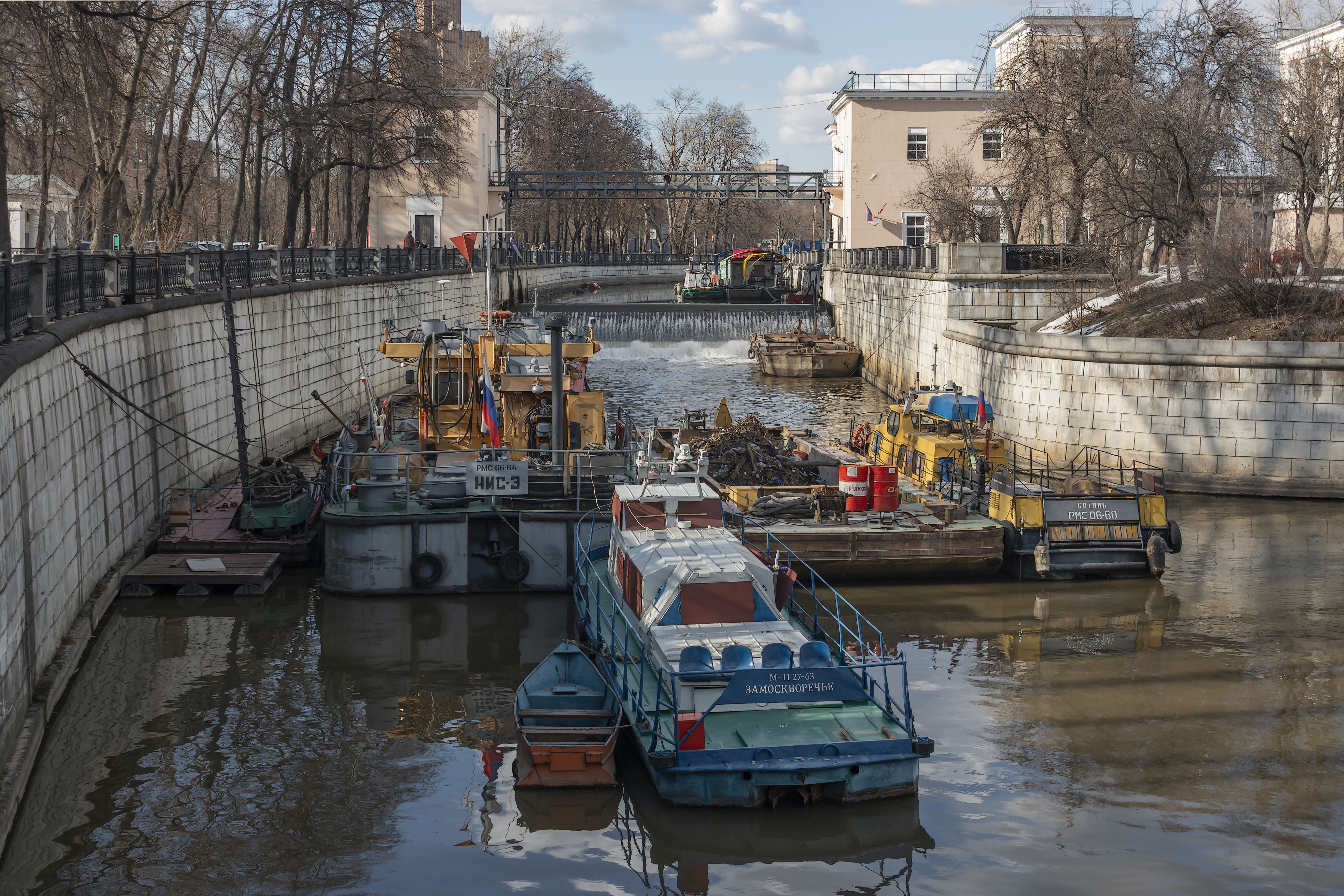
Шлюз на реке Яуза
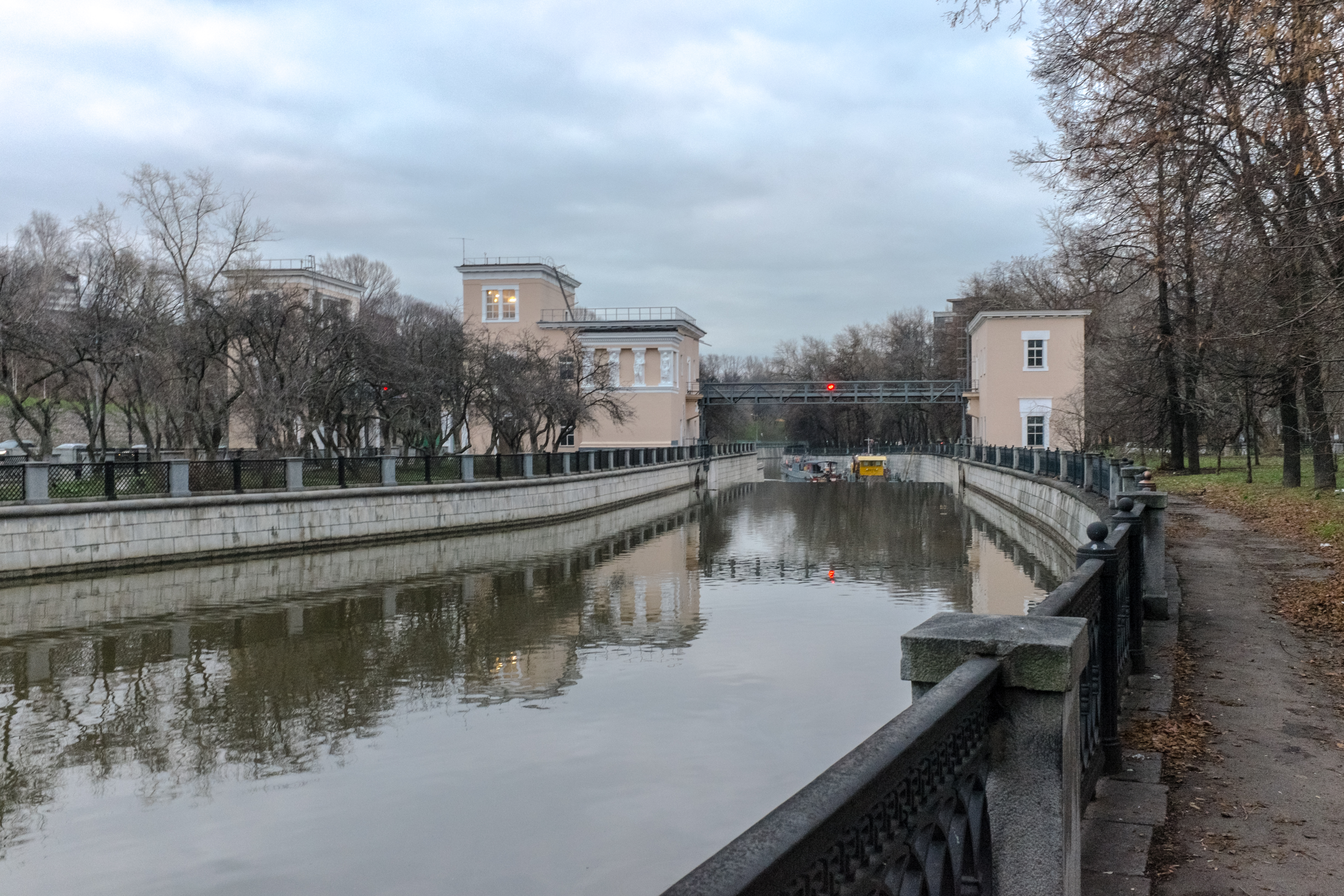
Гидроузел на реке Яуза
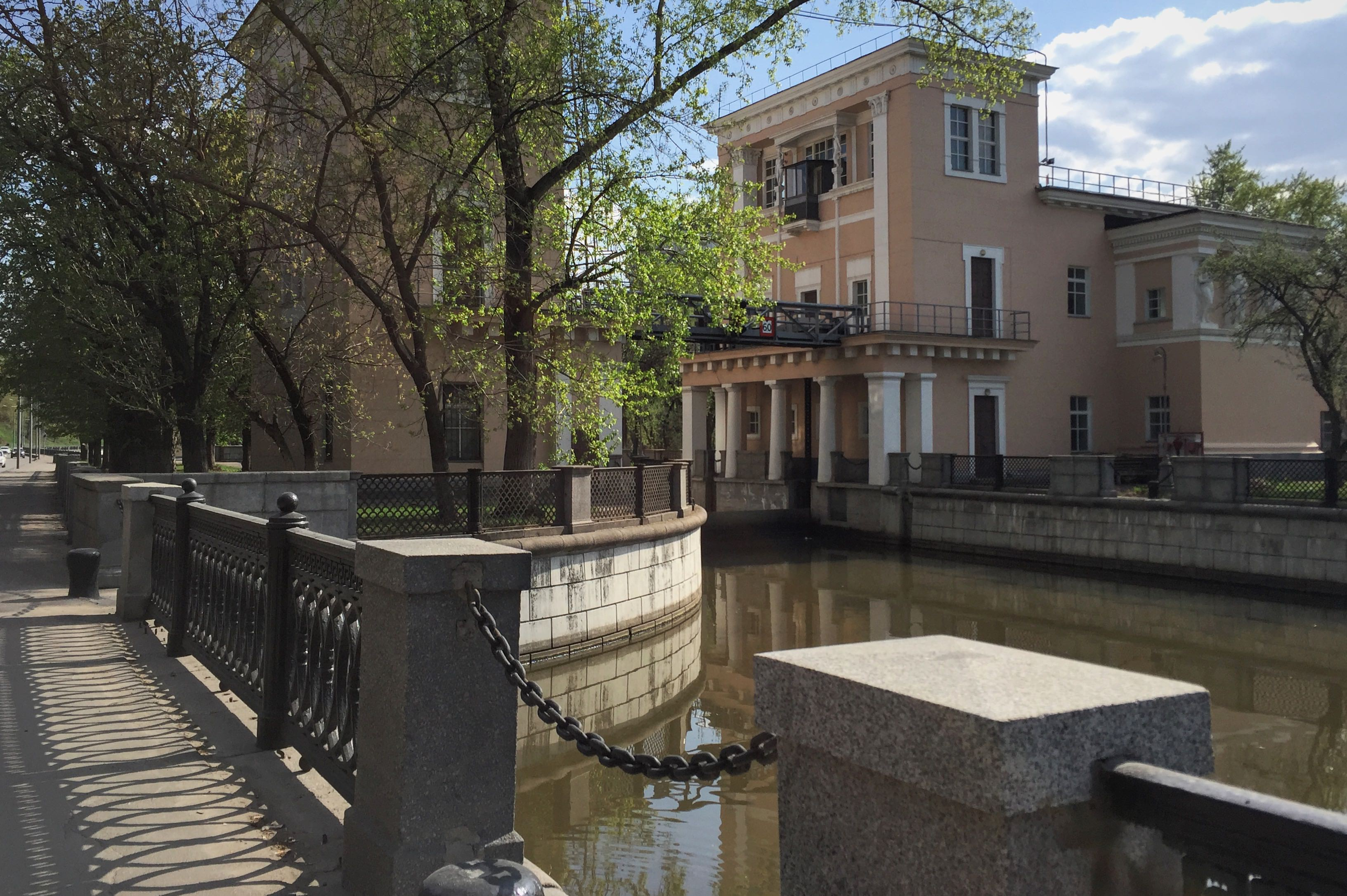
Сыромятнический гидроузел